# Mular
|  | No s'ha de confondre amb Molar. |

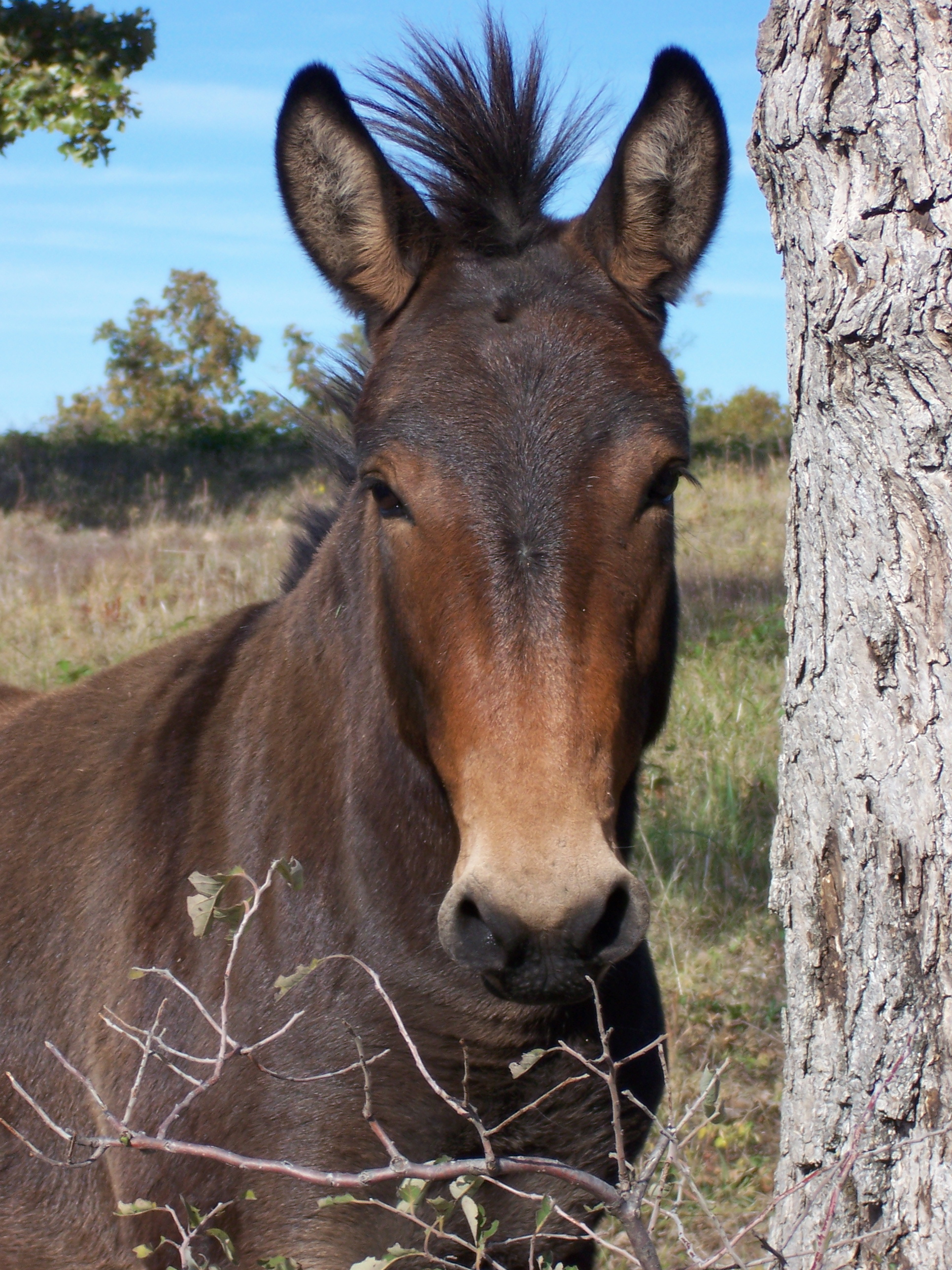
Una mula

Mular és la ramaderia que s'orienta a l'obtenció de muls o mules o sigui híbrids de l'ase i l'egua o del cavall i la somera (femella de l'ase). La ramaderia mular està en regressió i encara es practica a causa de la seva gran resistència i és emprada per a transportar càrregues per llocs muntanyencs i difícils (com el Gran Canyó del Colorado). Sovint transporta material militar. La raça catalana d'ase o guarà català és utilitzada, pel seu gran vigor, com a progenitor en l'exèrcit dels Estats Units per tal d'obtenir mules de transport. Els muls i mules són estèrils i, per tant, cal aparellar ases i cavalls per mantenir el ramat.